# Нефедиха (Московская область)
Нефедиха — деревня в Дмитровском районе Московской области, в составе Сельского поселения Габовское. Население — 0 чел. (2010). До 2006 года Нефедиха входила в состав Каменского сельского округа.

## Расположение
Деревня расположена в южной части района, примерно в 23 км почти к югу от Дмитрова, на левом берегу реки Волгуши, высота центра над уровнем моря 198 м. Ближайшие населённые пункты — Дмитровка на западе, Удино на северо-западе и Никольское на востоке.

## Население
| 2002 | 2006 | 2010 |
| ---- | ---- | ---- |
| 0    | →0   | →0   |